# Mohammad Abdel-Hamid Beydoun
Pour les articles homonymes, voir Beydoun.
Mohammad Abdel-Hamid Beydoun (en arabe : مُحمَّد عبد الحميد بيضون), né le 5 février 1952 à Beyrouth et mort le 17 mai 2022, est un homme politique libanais.

## Biographie
Membre du Mouvement Amal, Mohammad Abdel-Hamid Beydoun est nommé député chiite de Tyr en 1991 et est réélu lors des législatives de 1992, 1996 et 2000.
Ministre de l’Habitat et des Coopératives (1990-1992) au sein du gouvernement Omar Karamé, puis ministre des Ressources hydrauliques et électriques (1992) au sein du gouvernement Rachid Solh et ministre de l’Energie et de l’Eau (2000-2003) dans l’équipe de Rafiq Hariri, c’est au cours de cette dernière position qu’il est exclu du Mouvement Amal, à la suite de profonds désaccords avec Nabih Berri.
Il renonce à se présenter aux élections de 2005, mais tient toujours une conférence de presse hebdomadaire lors de laquelle il exprime ses positions politiques.

## Opinions et influence
Au début des années 2000, Baydoun est un homme politique pro-syrien, qui entretient des liens étroits avec les " vieilles gardes " de Damas telles que Hikmat Shihabi et Abdul Halim Khaddam. En juin 2008, Baydoun déclare que Saad Hariri est incapable d'organiser la communauté sunnite, de la défendre et de construire les institutions de l'État.
La communauté chiite du Liban est dominée par un certain nombre de familles féodales. Bien que Baydoun ne fasse pas partie de ces familles, il fait partie des personnes qui ont une influence sur la communauté chiite.